# Хвачхон
Хвачхо́н (кор. 화천군?, 華川郡?, Hwacheon-gun) — уезд в провинции Канвондо, Южная Корея. Северная граница уезда проходит параллельно Демилитаризованной зоне, разделяющей Южную и Северную Корею.

## История
В эпоху Трёх царств территория, на которой располагается современный Хвачхон, входила в состав государства Когурё. Здесь располагалось поселение под названием Ясимэ. После объединения Корейского полуострова под властью Объединённого Силла название было сменено на Нанчхон, затем во время династии Чосон название сменили на Хёнгам. Современное название уезду было дано во время правления вана Коджона в 1902 году.

## География
Хвачхон расположен в гористой местности (82,6 % территории покрыто горами). На севере граничит с уездом Чхорвон, на юге — с городом Чхунчхон, на востоке — с Янгу и на западе — с провинцией Кёнгидо. Ландшафт достаточно нерегулярен — районы деревень Омни и Ючхонни в Кандонмёне покрыты относительно невысокими холмами, тогда как остальная часть уезда расположена на достаточно крутых горных склонах. Крупнейшая река уезда — Пукханган, берущая начало в горах Кымгансан. 85 % территории уезда покрыто лесом. Часть земли отведена под сельское хозяйство, в основном — выращивание риса. Почвы в уезде в основном песчаные, образованы наносами реки Пукханган. Климат уезда имеет более континентальные черты, чем климат остальной части страны: лето более жаркое, а зима более холодная. Зимой здесь дуют ветры с северо-запада, приносящие холодный и сухой воздух. Летом основное направление ветра — с юго-запада. Среднегодовая температура 10,8 ℃(2001), что в целом ниже, чем среднегодовая температура по стране. Среднегодовое количество осадков 1188 мм, что также ниже, чем в более южных районах.

## Административное деление
Хвачхон административно делится на 1 ып и 4 мён:
| Название  | Хангыль | Площадь, км² | Население, чел | Внутреннее деление |
| --------- | ------- | ------------ | -------------- | ------------------ |
| Хвачхонып | 화천읍  | 291,29       | 8 794          | 8 ри               |
| Кандонмён | 간동면  | 128,02       | 2 517          | 7 ри               |
| Сансомён  | 상서면  | 220,13       | 4 446          | 11 ри              |
| Санэмён   | 사내면  | 151,16       | 5 682          | 5 ри               |
| Ханаммён  | 하남면  | 109,74       | 2 070          | 9 ри               |

## Туризм и достопримечательности
Исторические:
- Буддийский храм Чхонбульса. Первые постройки были здесь возведены в эпоху государства Силла, а полностью храм был закончен в XIX веке.[4]

Природные:
- Гора Турисан высотой 993 метра — расположена в 4 километрах к северу от местечка Сачханни. По горе проложено несколько маршрутов для любителей горного туризма.[5]
- Озеро Парохо — искусственное озеро, появившееся в результате сооружения ГЭС в местечке Куманни в 1943 году. Здесь находится резиденция президентов Южной Кореи, построенная в 1955 году для президента Ли Сынмана.[6]

Культурные:
- Музей народного творчества. Экспозиция посвящена традиционной корейской народной культуре. Всего в музее около 1000 экспонатов, из них на обозрение выставлено более 500.[7]
- Хвачхон Хянгё (хвачхонская конфуцианская школа) — существовала с эпохи Чосон. Во время Корейской войны была сильно разрушена, однако уже в 1960-е восстановлена. Сейчас представляет собой музей на открытом воздухе.[8]
- Военный мемориал Хвачхона — место на территории уезда, где во время Корейской войны погибло множество солдат и мирных жителей. Сейчас здесь расположен мемориал в честь погибших. Каждый год 6 июня здесь проходят памятные мероприятия.[9]
- Фестиваль горной форели. Проходит ежегодно в январе в течение нескольких дней. Каждый раз этот фестиваль привлекает более миллиона посетителей. В программе — подлёдная рыбалка, ловля рыбы голыми руками, рыбная ярмарка.[10]

## Символы
Как и все уезды и города Южной Кореи, Хвачхон имеет ряд символов:
- Цветок: азалия — символизирует гармонию и единение жителей уезда.
- Дерево: кизил — является символом реализации потенциала развития уезда.
- Животное: соловей — является олицетворением заботы жителей уезда об экологии.
- Маскот: весёлые цветки азалии Сани и Джини, персонифицирующие природу уезда.